# 白馬鎮 (楽山市)
白馬鎮（はくばちん）とは、四川省楽山市市中区にある鎮である。

## 地理
面積32.3㎢、人口約1万2000人、人口密度:372人/㎢

### 気候
四季がはっきりしており、春は暖かく、夏は涼しい。

## 行政区画
- 白馬場社区、友誼村、万井村、桐麻山村、車架山村、精華村、石馬村、楼子村、高岩村、万湖村、白鶴村。

## 農業
耕地面積は約2.18平方キロメートル。